# Niamina Dankunku
Niamina Dankunku est un district de la division de Central River en Gambie. En 2013, sa population était de 5 571 habitants.
Lors des élections législatives gambiennes de 2012, c'est le seul district qui est emporté par l'opposition (NRP) face au parti présidentiel (APRC).